# 許子根
丹斯里許子根博士（1949年8月26日—），马来西亚政治人物，前民政黨全國主席，曾在1990年至2008年期间出任檳城第三任首席部長。随后在2009年出任首相署部长，主管团结事务及表现指标，至2013年大选后卸任。

## 背景
許子根是拿督許平等的兒子。
- 1949年，出生於槟城。后来于锺灵中学毕业。
- 1970年，美國普林斯頓大學物理學士學位。
- 1973年，美國芝加哥大學碩士學位。
- 1977年，美國芝加哥大學教育博士學位。
- 1978年 - 1982年，理大擔任講師，後升任教育系副院長。曾經擔任各團體的要職，包檳城華人大會堂理事、檳城青年理事會顧問，以及華教團體的一些職位。

## 政治生涯
1982年，以華教人士的身份，並打著「打進國陣，糾正國陣」的口號，代表董總參政，這之前，他是理科大學的理工院副院長；同年，他代表民政黨中選為丹絨區國會議員。
1986年，林吉祥移師檳州後受到挫折，那年他被林吉祥在大選射下馬來；隨後，他受委為檳州首席部長敦林蒼佑的政治秘書，過著四年的「政治潛伏期」。
1990年，大選，他奉派取代邱武揚，出戰丹絨武雅州選區告捷。這一屆大選，林蒼佑醫生以八百多張票敗在林吉祥手中。國陣過後雖仍以十九個議席執政，但馬華全軍覆沒，林蒼佑落敗，在群龍無首情況下，許子根以一個初當州議員的檳州新雀，被推選為檳州首席部長。

### 槟城首席部长
許子根在1990年上任槟城首席部长。
1995年，當年大選許子根領導的檳州國陣取得狂勝，在卅三個州席中贏得卅二席，而民政黨的11席也保住了10，許子根也再度出任檳州首席部長。
1996年，民政黨選，中央更示意他更上一層樓，終在州民政黨黨選「氣走」陈锦华，當上州主席。同年的民政黨中央改選，許子根原本提名角逐總秘書以取代陳松德，但後來因他被發覺不是支部代表而失去競選資格。無論如何，許子根在選舉後受委為全國副主席。
在他任内，槟城在卫生和清洁方面得到了很大的改善。

### 槟州政权易手
2008年，大选前一周，宣布卸下首席部长职，不竞选州议席，只攻国会议席，为进入内阁中央铺路，然而，在3月8日举行的第12届国会大选中，却以九千多票之差败给了行动党新人拉马沙米，民政党也遭到创党以来最大的败绩，和马华公会一起在槟城全军覆没。这是槟城政权继1969年之后第二次易手。
选举后，许子根召开记者招待会承认败选。3日之后的3月11日大方的出席民主行动党籍的林冠英宣誓出任第4届槟城首席部长，并向对方祝贺。
然而选举后，许子根曾经宣告天下不会接受成为受委国会上议院议员身份当上内阁部长。虽然如此，许子根仍然在2009年4月获国阵领袖推荐出任国会上议院议员，受委入阁出任首相署部长，主管团结及表现指标等事务。此举也因而被政治对手批评为“走后门部长”。

### 第十三届大选后
2013年5月5日第13届全国大选后，民政党进一步受挫，许子根卸下首相署部长职务。11日宣布不进入新的内阁，只保留上议员职务，并引咎辞去党主席职，由署理主席郑可扬代理，至10月26日党全国代表大会选出新任主席马袖强为止。2014年9月，许子根提前卸下上议员职务，其空缺由民政党吉兰丹州联委会主席的黄真贞接替。